# 海卫一大气层

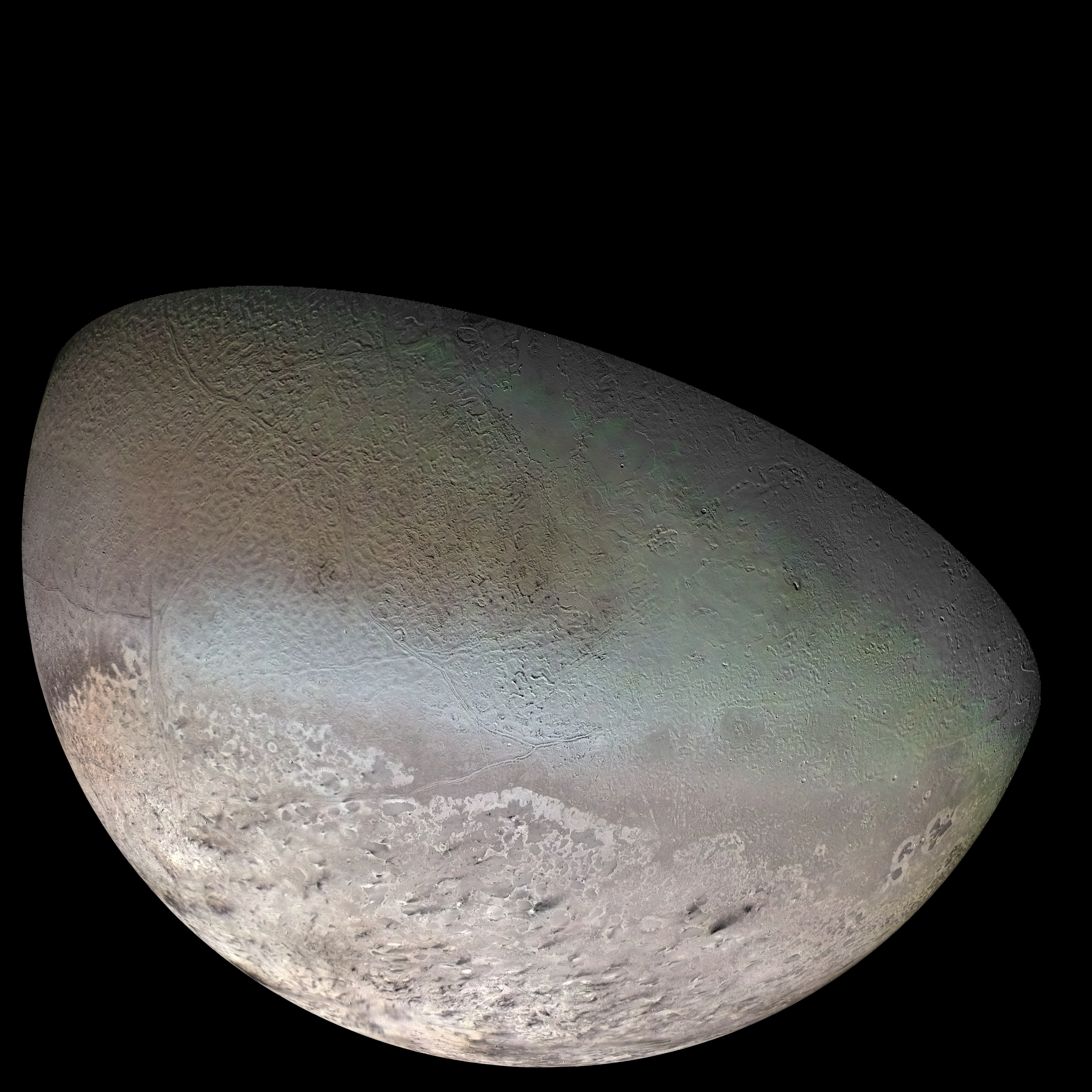
海卫一

海卫一的大氣層延伸至距離地表800公里的地區，主要由氮氣所構成，成份類似土衛六大氣層與地球大氣層。海卫一大氣層的表面氣壓只有14微巴，為地球的1/70,000。天文學家原本認為海卫一擁有濃厚的大氣層，但是航海家二號在1989年首次近距離探測海卫一的大氣層後推翻這種看法。近年來的天文觀測則顯示海卫一的大氣層含量正在逐漸增加當中。

## 組成成份

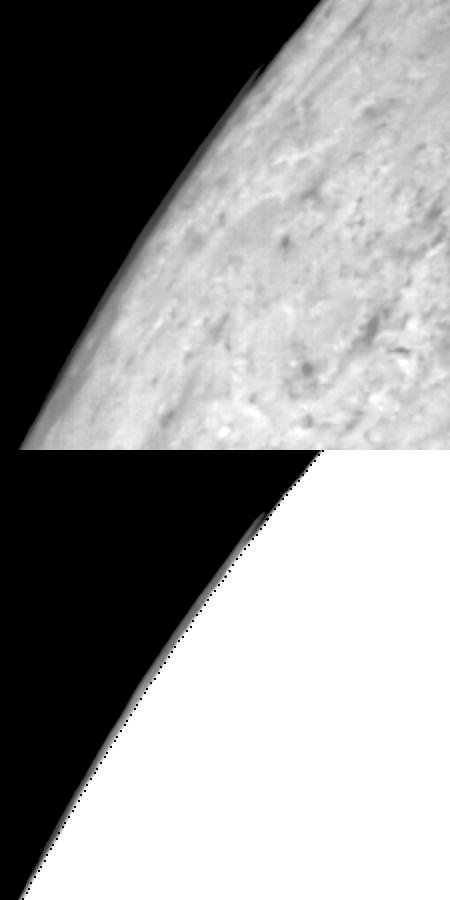
海卫一的大氣層，由航海家二號所攝得。

氮氣是海卫一大氣層中最主要的成分，目前也發現有甲烷存在。其他行星及衛星上也存在成份類似的大氣層，例如地球及土衛六。

## 結構
海卫一大氣層的結構相當完整並遍佈整個衛星.。海卫一大氣層延伸至距離地表800公里的地區，表面的氣壓只有14微巴，大約是地球大氣層的1/70,000。海卫一的表面溫度至少高於攝氏−237.6度（35.6K），因為天文學家發現表面的氮冰處於比較溫暖的環境下才會出現的六角形結晶狀。而溫度上限則會低於40K，這是根據海卫一大氣層的氮氣處於壓力平衡之下所推算的結果。海卫一表面的擾動則會產生高達8公里的對流層，但是海卫一大氣層並沒有平流層。海卫一大氣層的溫度隨高度上升而遞減，對流頂層的溫度約為36K。海拔更高的地區則依序分成熱成層、電離層及逸散層。逸散層的溫度約為75K。

## 天氣
氮粒子在海卫一表面幾公里高的地方形成雲，而天文學家也發現霧的存在。這些霧被認為主要是由烴及腈（由受到陽光照射的甲烷所產生的）所組成的。海卫一大氣層也擁有固體氮所構成的雲系，並位在距離地表1至3公里高的位置。天文學家也普遍在海拔8公里的地方發現風的存在，這是由極地及赤道地區的溫差所產生的。這些風也包含著大小超過1微米的遊離物質。海卫一大氣層中間也受到超音速的風所影響，包括海卫一的光度曲線。低海拔的風則從南半球往北半球吹拂。航海家二號曾在極區觀測到反氣旋形成，這是因為霜昇華所造成的。這個氣旋的風速則約為秒速5 -1.。

## 觀測及探測活動

### 航海家二號之前
在航海家二號近距離探測海卫一之前，天文學家認為它由氮及甲烷構成的大氣層密度約為地球大氣層的30%。目前已經知道這個估計值過於偏高，就像天文學家原本對於火星大氣層的密度估計也過高一樣。

### 航海家二號通過
航海家二號在1989年以最近距離來通過海王星5小時之後接近海卫一，
當時航海家二號也對海卫一大氣層進行探測，並且在大氣層中發現氮及甲烷的存在。

### 後續的觀測
在1990年代，天文學家從地球上藉由海卫一的掩星現象來觀測它的周邊昏暗情形。這些觀測結果顯示海卫一大氣層的密度比航海家二號探測的結果還要高 ，而其他的觀測結果則顯示海卫一大氣層的溫度從1989年至1998年間上升5%。這篇報告的作者詹姆斯·勒德洛·埃利奧特則說：
|  | 至少從1989年開始，海卫一正在經歷一段全球暖化。從百分比來看，它增加的幅度非常巨大。 |

這些觀測顯示海卫一經歷一段不尋常的溫暖夏季，僅僅在幾百年間才會發生一次。關於暖化的解釋包括地表模型的改變、冰反射率的改變讓更多熱量可以被留在大氣層中。其他的理論則認為溫度的變化是暗色物質沉澱所造成的，這些紅色的物質是海卫一的地質活動所造成的。因為海卫一的球面反照率是太陽系所有天體當中最高的，所以細微的反射率改變都會造成影響。

### 觀測海卫一
觀測海卫一計畫集合天文學家來監測海卫一的溫度變化，這項觀測計畫的資金則是由NASA所提供的。

## 外部連結
- Voyager website （页面存档备份，存于）